# فرودگاه صحرایی پروهام
فرودگاه صحرایی پروهام (به انگلیسی: Popham Airfield) یک فرودگاه همگانی است که یک باند فرود چمن دارد و طول باند آن ۹۱۴ متر است. این فرودگاه در کشور انگلستان قرار دارد و در ارتفاع ۱۶۸ متری از سطح دریا واقع شده است.